# Bucuria tuturor celor necăjiți
„Bucuria tuturor celor necăjiți” (în rusă Всех скорбя́щих Ра́дость, transliterat: Vseh skorbeașcih Radost) este numele unei icoane cinstită în Biserica Ortodoxă Rusă ca făcătoare de minuni dar și o titulatură a Maicii Domnului. Icoana o înfățișează pe Maica Domnului în lumina unei mandorle, înconjurată de oameni bolnavi și îndurerați, dar și de îngeri care săvârșesc fapte bune în numele ei.
Potrivit tradiției, icoana a fost proslăvită pentru prima dată în 1648 la Moscova în Biserica Schimbarea la Față⁠(d) numită în prezent a Icoanei Maicii Domnului „Bucuria tuturor celor întristați”.
„Bucuria tuturor celor necăjiți” este numele mai multor icoane făcătoare de minuni, asemănătoare la înfățișare, prăznuite pe 23 iulie, 24 octombrie și 19 noiembrie.

## Iconografie
Se pare că prima icoană cu acest nume a fost o imagine cunoscută doar din menționarea ei în documente, pictată în 1683 de pictorul de curte Ivan Bezmin, care lucra în stil european.
Acest tip iconografic s-a dezvoltat în Rusia în secolul al XVII-lea sub influența vest-europeană. Cercetătorii notează că iconografia „Bucuria tuturor celor întristați” nu a primit „o singură schemă compozițională completă ci există în multe variante”. Modelele timpurii din secolul al XVII-lea nu aveau inițial imagini ale suferinței, acestea au apărut abia după proslăvirea icoanei în 1688.
Pe lângă imaginea Maicii Domnului, icoana tradițională include reprezentări a oamenilor copleșiți de boli și dureri și îngeri care săvârșesc fapte bune în numele Maicii Domnului. Maica Domnului este înfățișată în lungime, stând într-o mandorlă, înconjurată de îngeri, adesea cu Pruncul pe brațul stâng. Deasupra în nori este Domnul Savaot sau Treimea Noului Testament. Fecioara Maria stă pe o semilună (o imagine din iconografia Femeii apocaliptice îmbrăcată cu soare - 12:1 ) sau pe nori. În mâna Fecioarei Maria se află un rozariu (o versiune timpurie și rară, apărută sub influența rozariului catolic), un sul sau pâine. Există versiuni în care Maica Domnului este înfățișată fără Prunc cu un sceptru în mâna dreaptă, în timp ce cu stânga dă pâine „celor flămânzi”.
Icoana de la Moscova „Bucuria tuturor celor întristați” o înfățișează pe Maica Domnului cu Pruncul, deasupra cărora sunt doi îngeri. O altă pereche de îngeri este înfățișată printre oamenii suferinzi. O caracteristică specială este imaginea unui număr de sfinți deasupra celor care suferă: în stânga - Serghie de Radonej și Teodor Sicheotul, în dreapta - Grigorie Decapolitul și Varlaam Hutinski. Aceastea indică caracterul patronal al icoanei, care probabil a fost pictată special pentru Biserica Schimbarea la Față din Ordynka, unde se afla capela Sfântului Varlaam Hutinski (în cinstea căruia înainte de ridicarea bisericii de piatră, exista o biserică de lemn). Deasupra Maicii Domnului se află o imagine Sfintei Treimi (una dintre reprezentările interzisă de Marele Sinod de la Moscova din 1667), iar sub picioarele ei se află textul condacului icoanei.
În ciuda faptului că iconografia „Bucuria tuturor celor întristați” s-a format după schisma bisericii asociată cu reformele Patriarhului Nikon, imaginea a fost populară printre vechii credincioși. Pictorii de icoane din atelierele satului Vetki din Belarus au făcut numeroase copii ale acestei icoane, inclusiv în tipul ei occidental.

## Istoria icoanei

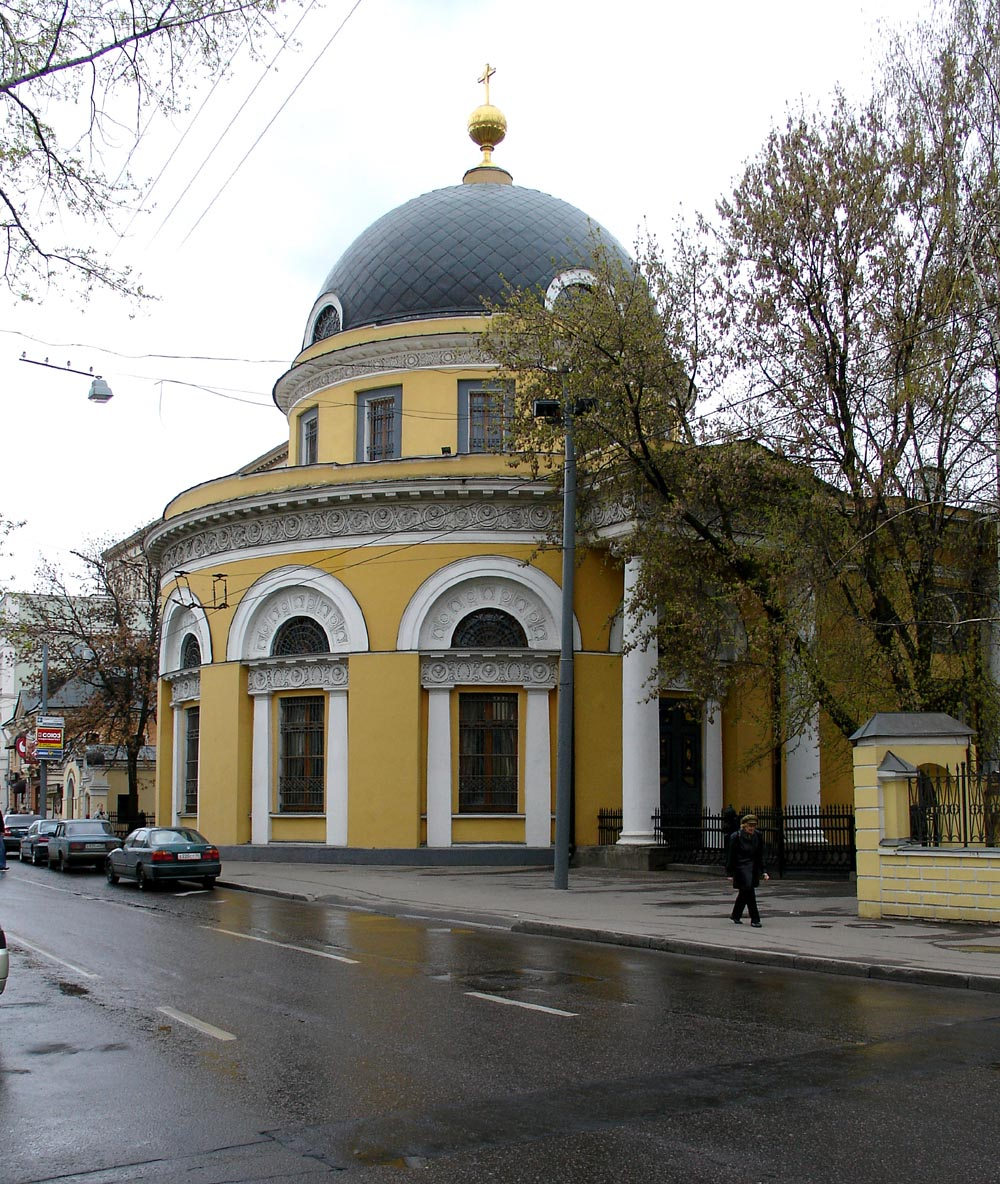
Biserica de pe Ordynka, reconstruită la sfârșitul secolului al XVIII-lea de Vasily Bazhenov și după incendiul de la Moscova din 1812 de Osip Bove.

### Cinstire
Icoana „Bucuria tuturor celor întristați” a fost proslăvită ca făcătoare de minuni în 1688, la Moscova, în Biserica Schimbarea la Față din Ordynka. Când și în ce circumstanțe a ajuns aici, nu sunt informații exacte. Cel mai probabil, acest lucru s-a întâmplat în 1685, când biserica a fost reconstruită din piatră cu donații de la Evdokia Vasilyeva Akinfova. Până în 1688, icoana era deja atât de deteriorată încât a fost nevoie să fie întărită cu inserții din lemn de chiparos.
Minunea care a proslăvit icoana, conform tradiției, a constat în vindecarea Eufimiei Petrova, sora patriarhului Moscovei, Ioachim (1674-1690).
Aceasta s-a întâmplat pe 24 octombrie, iar de atunci, conform tradiției bisericești, icoana a făcut multe vindecări miraculoase. Această întâmpare este cunoscută dintr-o relatare scrisă imediat după ce a avut loc minunea. Slujba icoanei „Bucuria tuturor celor întristați”, după modelul slujirii icoanei Maicii Domnului „Odighitria” a fost compilată după proslăvire. Acatistul a fost scris în 1863 de către P. S. Kazansky profesor al Academiei Teologice din Moscova.

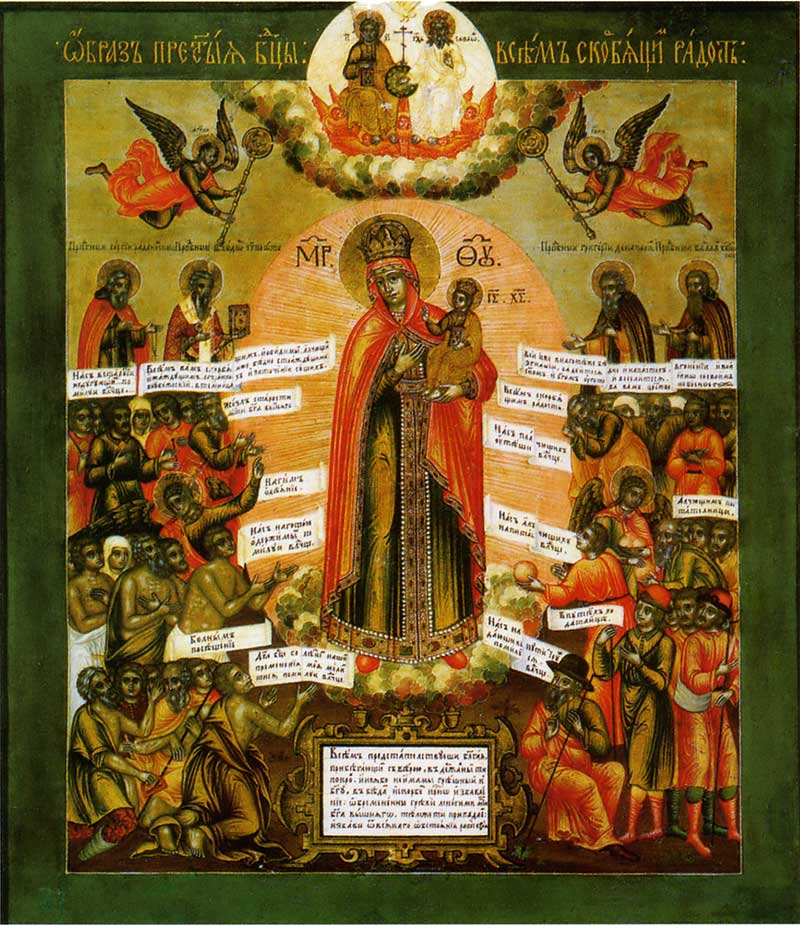
Copie a unei icoane de la Moscova (ultimul sfert al secolului al XVIII-lea)

Evenimentul s-a bucurat de o răspândire largă (de vreme ce Eufemia era sora patriarhului), astfel încât imediat s-a întocmit o slujbă și rugăciuni, iar pictorii atelierului regal au început să facă reproduceri ale acesteia. Biserica Schimbarea la Față de pe Ordynka a devenit cunoscută în rândul oamenilor ca Biserica Durerii - datorită capelei dedicate icoanei miraculoase. Conform unei versiuni, în 1711 icoana a fost dusă de la Moscova la Sankt Petersburg de către Prințesa Natalya Alekseevna, lăsând în schimb o copie. Conform altor versiuni, prințesa, dimpotrivă, a luat copia, lăsând originalul la Moscova.
Sub dominația sovietică, biserica a fost închisă și transformată într-un depozit pentru Galeria Tretiakov. Potrivit unor relatări, icoana păstrată acolo a dispărut fără urmă. Icoana care se păstrează acum pe Ordynka, conform unei versiuni, este contribuția Patriarhului Alexei I, care a donat-o bisericii când s-au reluat slujbele acolo în 1948. Aceasta este o copie exactă a icoanei originale, aparent creată în a doua jumătate a secolului al XVIII-lea. Conform unei alte versiuni, aceasta este exact icoana care era acolo înainte ca biserica să fie închisă.

## Reproduceri ale icoanei

### Icoana prințesei

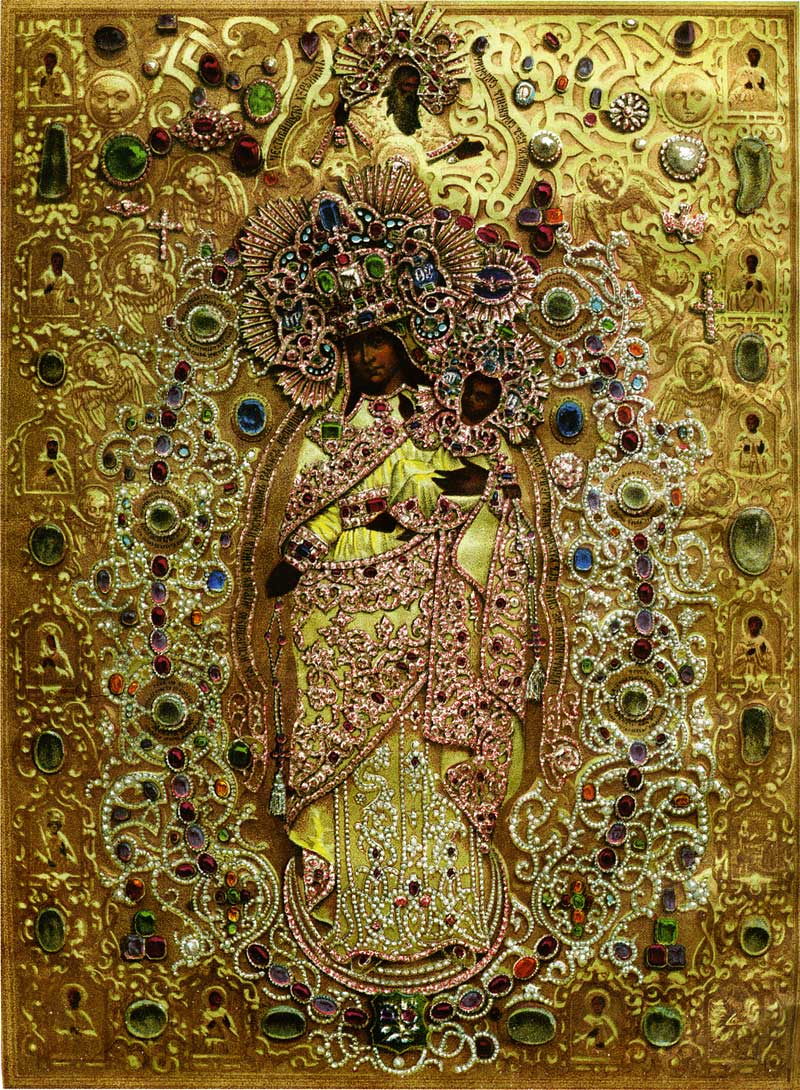
Icoana prințesei Natalya Alekseevna într-un cadru prețios (litografie din 1862)

În jurul anilor 1710-1711, țarevna Natalya Alekseevna (sora lui Petru I ), mutându-se cu curtea la Sankt Petersburg, a luat icoana „Bucuria tuturor celor întristați” de la Biserica Schimbarea la Față de pe Ordynka, deși unii consideră că ea a luat copia. În orice caz, ambele icoane, Moscova și Sankt Petersburg, au fost la fel de cinstite ca fiind făcătoare de minuni. Se spune că această icoană a fost în rândurile trupelor ruse în campania de la Prut din 1711.
Icoana, adusă de prințesă la Sankt Petersburg, a fost îmbrăcată în metal și așezată în Biserica Învierii din palatul ei. Deja era bogat decorată - i s-a făcut un cadru de argint, decorat cu bijuteriile de familie ale prințeselor și i-au fost atașate sfinte moaște. Împărăteasa Ecaterina a II-a a cinstit și ea icoana. În 1768, în timpul unei epidemii de variolă, a mers la ea într-un pelerinaj. Sub Ecaterina a II-a, a fost creat și un nou cadru pentru icoană. În anii 1817-1818, după proiectul arhitectului L. Ruski, biserica a fost refăcută complet, iar icoana a fost instalată într-o nișă specială din dreapta catapetesmei.
Copia icoanei a fost făcută pe o scândură de chiparos care măsoară 69,0 × 51,2 cm. În 1858, un nou cadru a fost realizat din aur, pe baza unui desen de F. G. Solntsev. A fost nevoie de aproximativ 6,7 kg de aur pentru a face decorul bogat în diamante, safire, smaralde, rubine, granate, topaze, ametiste și perle. În ea au fost așezate moaștele multor sfinți și după sfințirea solemnă din 3 august, săvârșită de mitropolitul Grigorie (Postnikov), acestea au fost așezate pe icoană.
Biserica mai avea și trei reproduceri făcute după cea a prințesei, dar niciuna nu a supraviețuit:
- prima a repetat exact iconografia copiei prințesei și a fost decorată cu un cadru realizat în timpul domniei Prințesei Natalia Alekseevna. În 1847, a fost transferată la Mănăstirea Sf. Eufrosina de Polotsk, iar copia lucrării lui P. M. Shamshin a fost așezată în biserică.
- celelalte două aveau iconografia modificată cu adăugarea unor figuri de suferinzi și erau executate într-o manieră pitorească. Una (293,4 × 226,7 cm) a fost amplasat în spațiul dedicat corului și a fost pictată în 1858 de artistul F. A. Bronnikov. A doua (213,5 × 124,5 cm) cealaltă a fost amplasat într-o nișă de pe peretele exterior și a fost creat în 1869 de artistul I. A. Tyurin pe o placă de cupru în memoria celei de-a cincizecea aniversări de la reconstrucția bisericii.

Biserica celor necăjiți, cum a fost numită după icoana găsită în ea, a fost închisă în 1932 și icoana a dispărut.
În Catedrala Schimbarea la Față din Sankt Petersburg există acum o icoană care este considerată a fi cea mutată de Natalya Alekseevna la Sankt Petersburg, dar, după cum notează cercetătorii, aceasta este o concepție greșită, deoarece o litografie veche care înfățișează icoana prințesei, și o icoană de la Catedrala Schimbarea la Față, care s-au păstrat, nu se potrivesc. Poate că aceasta este copia poleită cu metal prețios, care, după cum se știe din documente, a fost păstrată lângă icoana prințesei în Biserica celor necăjiți. Se pare că ea a fost mutat la catedrală când biserica a fost închisă.

### Icoana „cu bănuți”

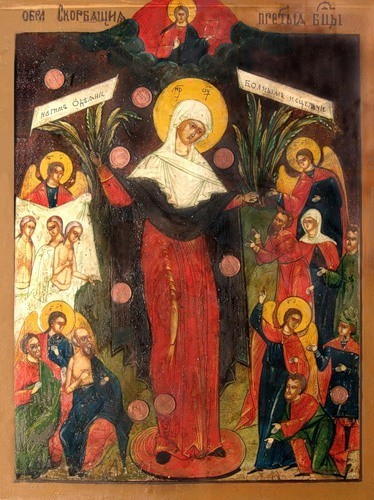
Icoana Maicii Domnului „Bucurie tuturor celor ce plâng- cu bănuți” (imagine originală din Biserica Sfintei Treimi, Sankt Petersburg)

Bucuria tuturor celor care plâng -cu bănuți - o copie a icoanei „Bucuria tuturor celor necăjiți” cu monede de cupru lipite de stratul de vopsea în timpul incendiului (pe copiile icoanei, monedele sunt reprezentate cu vopsea). Măsoară 53,5 × 35,5 cm și stilul picturii datează din secolul al XIX-lea. O sărbătoare separată a fost stabilită în cinstea icoanei - 23 iulie, iar prin ordinul Patriarhului Alexei al II-lea din 2 aprilie 1998 s-a indicat să o numească Icoana din Sankt Petersburg a Maicii Domnului „Bucuria tuturor celor întristați” cu bănuți.
Conform tradiției, această imagine a fost condusă de valurile Nevei la moșia comercianților Kurakins. Icoana a fost ulterior transferată unui negustor pe nume Matveeva, a cărui mamă provenea din familia Kurakin, care a donat -o capelei Tikhvin din satul Klochki de lângă Sankt Petersburg, situat în apropierea fabricii de sticlă din Sankt Petersburg. Cinstirea icoanei a început în urma unei puternice furtună din 23 iulie 1888 când fulgerul a lovit cu forță capela de la Fabrica de sticlă, a ars pereții interiori, dar nu a atins chipul Maicii Domnului, în ciuda faptului că alte icoane au fost pârjolite de flăcări și cutia milei afost distrusă complet. Dintr-un fulger, icoana a coborât la pământ, iar chipul Maicii Domnului, foarte întunecat de timp și de funingine, părea să lumineze și era reînnoit. Douăsprezece monede de cupru din cutia erau lipite în diferite locuri pe icoană.
Vestea celor întâmplate s-a răspândit rapid în tot orașul și a doua zi, cu binecuvântarea Mitropolitului Isidor (Nikolsky), au început slujbele de rugăciune în fața icoanei. Curând au existat rapoarte despre vindecări miraculoase de la icoană. Primele dintre ele includ: 6 decembrie 1890 - Nikolai Grachev, în vârstă de 14 ani, care a suferit convulsii, și 7 februarie 1891 - Vera Belonogova, în vârstă de 26 de ani, care și-a pierdut vocea din cauza unei boli ale gâtului.
În 1893, împăratul Alexandru al III-lea s-a rugat în capelă și a donat bani și pământ pentru construirea unei biserici de piatră, care a fost sfințit la 2 august 1898 (autorii proiectului A. I. von Gauguin și A. V. Ivanov ).
În anii 1930, biserica de pe terasamentul Nevei a fost demolată (doar capela a supraviețuit; Obukhovskaya Oborona Avenue, 24), iar în prezent icoana se află în Biserica Sfintei Treimi (Sankt Petersburg).
Sărbătorirea icoanei „Bucuria tuturor celor care se întristează cu bănuți” are loc pe 23 iulie conform calendarului iulian ( 5 august în secolele XX și XXI ). În biserica din Moscova de pe Ordynka, 23 iulie este sărbătorită în același mod ca 24 octombrie, deși nu este considerată o sărbătoare patronală.

### Alte reproduceri considerate făcătoare de minuni
Sunt cunoscute numeroase reproduceri ale imaginii Maicii Domnului „Bucuria tuturor celor întristați”, care au fost situate în diferite orașe ale Rusiei. Iconografia lor repetă atât icoanele Moscovei, cât și cele din Sankt Petersburg. Le sunt atribuite diverse miracole, care au dus la venerarea lor locală. Mai jos sunt câteva dintre cele mai faimoase copii cu care sunt asociate relatări independente.

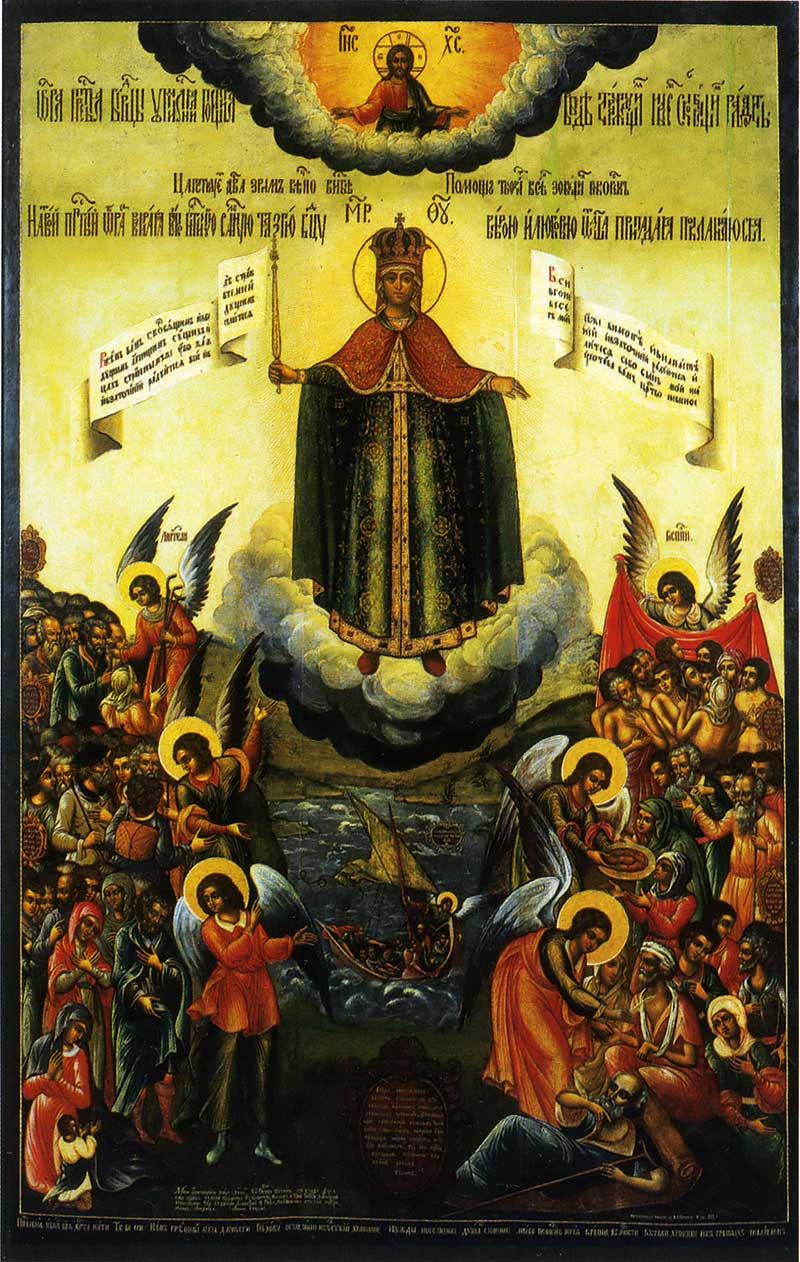
Icoana din Cabinetul bisericesc-arheologic al Academiei Teologice din Moscova (tip iconografic Misericordia, școala din Moscova, 1713)

- Reșnevskaia[15] - primită în dar de la un călugăr rătăcitor de către evlavioasa văduvă Maria Savich, care, după ce a primit ajutor miraculos de la icoană, a construit pentru ea o biserică de piatră în satul Reshnev, districtul Kremenets, provincia Volyn. În 1650, în timpul sfințirii templului, prin rugăciunea mamei, un prunc a fost vindecat de paralizie. Icoana este o copie a Icoanei Maicii Domnului Portărița, dar locuitorii locali o numesc „ Bucuria tuturor celor care necăjiți”. Sărbătoarea icoanei are loc pe 24 iulie.
- În biserica spitalului Lavrei Kiev-Pecersk, plasată acolo, de către întemeietorul spitalului, principele de Cernigov Nikolai Sveatoșa, canonizat ulterior ca sfânt,[15] icoana a devenit faimoasă pentru numeroase vindecări. Potrivit tradiției, un paznic al spitalului a observat de mai multe ori o femeie care venea la spital pentru a vindeca oameni grav bolnavi. Într-o zi, a văzut o imagine a Maicii Domnului pe peretele de deasupra unui călugăr muribund, în strălucirea lunii, pacientul a văzut-o și el, apoi și-a revenit.
- Icoana din spitalul închisorii Vologda, care, conform unei legende târzii și nesigure, a aparținut sfântului principe Ivan Andreevici (monahul Ignatie). Ea a participat la toate procesiunile religioase ale orașului. Nu mai târziu de 1827, icoana a fost decorată cu o ramă de argint aurit însă această icoană nu s-a păstrat.
- Icoana bisericii din Voronej. Potrivit tradiției, în timpul domniei lui Petru I, un guvernator care vâslea de-a lungul râului Voronej trecând pe lângă biserică, a refuzat propunerea adjutantului de a se închina în fața icoanei, spunând: „la tine totul este miraculos!. Însă o furtună apărută din senin ce amenința să scufunde barca, l-a făcut pe guvernator să se pocăiască și să-și dorească să cinstească icoana, ceea ce a și făcut. Icoanei i se atribuiau numeroase vindecări și, în semn de recunoștință pentru acestea, era decorată cu pandantive votive. O sărbătoare suplimentară a fost stabilită pentru ea în a treia zi după Sfânta Treime.
- Icoana de la biserica cimitirului din Tver, situată inițial în catedrala orașului. Prima relatare a unei vindecări de la ea datează din a doua jumătate a secolului al XVIII-lea. Ulterior, numeroase alte vindecări i-au fost atribuite, iar până în 1776 icoana a fost decorată cu numeroase adaosuri votive. Icoana a devenit renumită în special pentru vindecările sale în anii holerei din 1848 și 1853.[15] După epidemie, a fost îmbrăcată cu o ramă de argint aurit.
- În Tobolsk a existat o icoană făcută la începutul secolelor XVII-XVIII (actualizată în 1745). Începutul cinstirii icoanei este necunoscut, dar în 1752, când a fost transferată într-o nouă biserică, era deja îmbrăcată în argint aurit. Inventarul bisericii din 1795 arată că icoana avea multe podoabe, inele, cruci și pietre prețioase. Icoana era cinstită în special de negustori, care o purtau anual în galeriile comerciale pentru slujbe de binecuvântare. Icoana nu a supraviețuit dar din reproducerile sale din secolul al XIX-lea (multe biserici din Tobolsk aveau copii ale ei), dimensiunea ei este cunoscută ca fiind de 71 × 53 cm.
- Icoana de la Biserica Maicii Domnului „Bucuria tuturor celor întristați” din Harbin (China ), fondată în anii 1920. Icoana a fost un dar de la un angajat al episcopului Nestor (Anisimov), iar în curând preotul a descoperit o reînnoire a culorilor închise ale icoanei.[16] Acesta a fost începutul cinstirii icoanei în rândul ortodocșilor din Harbin. În anii 1950, biserica a fost închisă și toate obiectele ei au fost transferate statului. Îngrijitorul bisericii, Z. L. Tauts-Zvereva, a reușit să obțină permisiunea de a duce icoana în Hong Kong, de unde în 1965 a fost transportată în SUA, unde a fost amplasată în Catedrala Sinodală a Bisericii Ortodoxe Ruse din afara Rusiei.[17]

## Imnografie
Preasfântă Stăpână de Dumnezeu Născătoare, Preabinecuvântată Maică a lui Hristos, Dumnezeu Mântuitorul nostru, bucuria tuturor necăjiților, cercetarea bolnavilor, ocrotitoarea neputincioșilor, acoperitoarea văduvelor și orfanilor, mângâietoarea cea de nădejde a maicilor întristate, ajutătoarea și limanul cel totdeauna gata al tuturor neajutoraților! Ție, Preamilostivă, ți s-a dat de la Cel Preaînalt harul de a mijloci pentru toți și de a-i izbăvi din necazuri și din dureri, pentru că însăți ai îndurat necazuri și dureri cumplite, privind la pătimirea cea de voie a Fiului tău iubit și văzându-L pe El răstignit pe cruce, când ți-a străpuns inima sabia cea prorocită de Simeon. Așadar, o, Maică iubitoare de fii, ia aminte la glasul rugăciunii noastre, mângâie-ne pe noi, necăjiții, ca ceea ce ești mijlocitoarea cea de nădejde a bucuriei. Stând înaintea Tronului Preacuratei Treimi de-a dreapta Fiului Tău, a lui Hristos Dumnezeul nostru, poți, dacă vei voi, să ceri pentru noi toate cele de folos. Pentru aceasta, cu inimă credincioasă și cu suflet iubitor, cădem la tine ca la o Stăpână și Împărăteasă, și cutezăm a striga ție cu graiurile Psalmistului ascultă, Fiică, și vezi, și pleacă urechea ta, și auzi rugăciunea noastră, și izbăvește-ne pe noi de nevoile și necazurile ce ne împresoară, că tu plinești cererile tuturor credincioșilor, ca ceea ce ești Bucuria necăjiților, dăruind sufletelor lor pace și mângâiere.